# برنار بورژوا

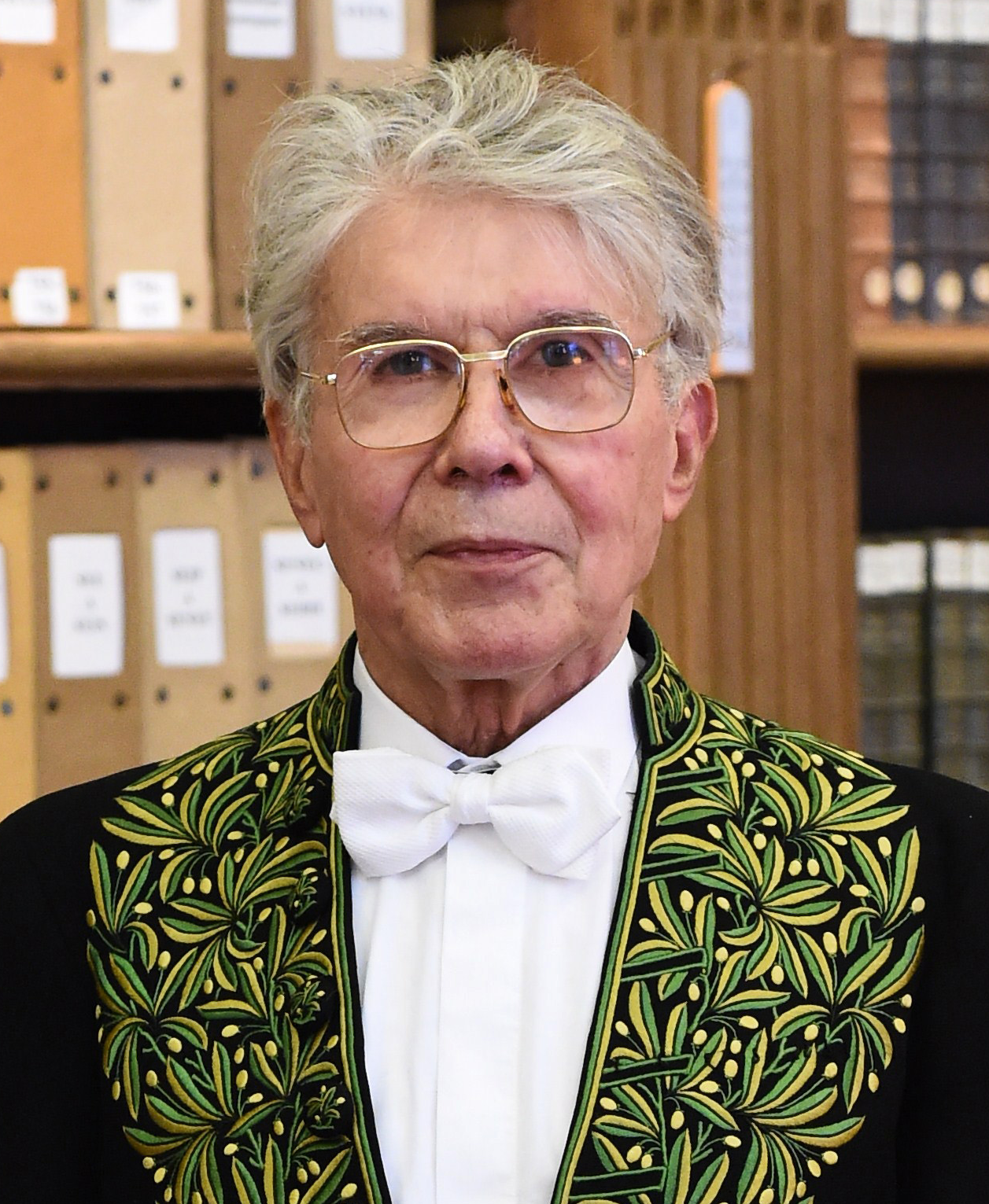

برنار بورژوا (به فرانسوی: Bernard Bourgeois. زادهٔ ۲۹ سپتامبر ۱۹۲۹ در وارن‌سن‌سوور) فیلسوف فرانسوی، شارح نامدار هگل و فلسفه ایدئالیسم آلمانی، استاد ممتاز دانشگاه سوربن، رئیس انجمن فلسفه فرانسه، عضو و رئیس آکادمی اخلاق و سیاست فرانسه در سال ۲۰۱۴ میلادی است.
شهرت وی به دلیل ترجمه و شرح آثار هگل است.